# Skándalo
Skándalo är en ort i Grekland.   Den ligger i prefekturen Thesprotia och regionen Epirus, i den västra delen av landet, 300 km nordväst om huvudstaden Aten. Skándalo ligger 76 meter över havet och antalet invånare är 222.
Terrängen runt Skándalo är kuperad åt sydväst, men åt nordost är den bergig.Runt Skándalo är det ganska glesbefolkat, med 28 invånare per kvadratkilometer. Närmaste större samhälle är Margaríti, 9,2 km väster om Skándalo. Trakten runt Skándalo består till största delen av jordbruksmark.